# Duna Santos
Duna Santos (Madrid, 1980) es una actriz española.

## Biografía
Ganó especial fama tras su participación en la serie de TVE A las once en casa y en menor medida Al salir de clase, que más tarde le ayudaron a lograr papeles en varias películas de cierto reconocimiento a nivel nacional, como pudieran ser Más de mil cámaras velan por tu seguridad o Y decirte alguna estupidez, por ejemplo, te quiero. 
Además, también participó en la serie protagonizada por Carmen Sevilla Ada Madrina (1999) y tendría intervenciones breves (de un solo capítulo) en series como Hospital Central, El Comisario, Aquí no hay quien viva, La que se avecina o Los misterios de Laura.
En 2009 tuvo un papel secundario en la serie Acusados de Telecinco.